# 양백 (후한)
양백(楊白, ?~?)은 중국 후한 말기의 인물로, 장로(張魯)를 섬겼다.

## 사적
양백의 사적은 《삼국지》 마초전에 주석으로 인용된 어환의 《전항》에 남아 있다.
조조(曹操)에게 패배한 마초(馬超)가 장로에게 항복하자, 장로는 마초에게 여러 차례 군을 지휘해 양주로 쳐들어가게 했으나 성과가 없었다. 양백은 다른 장로의 장수들과 함께 마초의 능력을 깎았고, 이에 마초는 무도의 저족의 거주지로 도망쳤고, 나중에는 유비(劉備)에게 투하게 되었다.

## 《삼국지연의》에서의 양백
삼국지연의에서는 장로의 영신 양송(楊松)의 아우로 설정되었고, 이름이 백(柏)으로 되었다. 64, 65회에 등장한다.
장로가 딸을 마초에게 시집을 보내려고 하자 “마초의 처자가 죽은 것은 마초 때문인데 어찌 딸을 줄 수 있겠습니까?”라고 하여 반대하였다. 마초는 이 소식을 듣고 격노하여 양백을 죽이려 했으며, 양백도 양송과 상의하여 마초를 죽이고자 했다. 그 후 유장(劉璋)의 원군으로 파견된 마초를 감시하기 위해 동행하였다. 이때 위연(魏延)과 서로 부딪치지만 패배하였다. 그 후 유비에게 투항하기로 결심한 마초에게 불려가 살해당하였고, 마초는 양백의 목을 유비에게 바쳤다.

## 같이 보기
- 삼국지 인물 목록